# Melodija glasbila
Melodija glasbila Mengeš je slovensko podjetje harmonik in glasbenih inštrumentov, ki se nahaja v Mengšu. Nastalo je leta 1946 v zgradbi, v kateri so pred drugo svetovno vojno izdelovali slamnike. Stavba je bila takrat last Čehov. V pritličju in kleti so bili obrati, v zgornjih nadstropjih pa so bila stanovanja za delavce. Med drugo svetovno vojno je zgradba služila za zapor. Po drugi svetovni vojni so oblast v takratni Jugoslaviji (katere del je bila tudi Slovenija) prevzeli komunisti. V skladu z njihovo politiko je prešla stavba iz rok privatnikov v državne roke.
Tako je nastalo podjetje Melodija, ki se je začelo ukvarjati z izdelavo inštrumentov.
V vsej zgodovini podjetja Melodija je bilo zaposlenih preko 800 delavcev. Melodija je v sodelovanju z obrtno šolo izobraževala tudi poklic - glasbilar. To je bilo triletno mizarsko izobraževanje z obilico praktičnega dela in obvezno glasbeno šolo. Tako so se kovali bodoči mojstri izdelave inštrumentov. V Melodiji se je tako izšolala večina danes delujočih izdelovalcev in serviserjev glasbil in pa diatoničnih harmonik (glasbilarski mojstri). Prvotno so v Mengeški Melodiji izdelovali celuloidne diatonične harmonike, leseno ohišje je bilo prevlečeno z rdečim ali belim celuloidom. Te harmonike so imele 34 troglasnih in 6 dodatnih dvoglasnih tonov ali gumbov, 6 helikon ter 6 spremljevalnih basov. Melodija je bila dolgo zelo uspešno podjetje. Največ so letno izdelali 24000 brenkalskih, 8000 godalskih, 2500 klavirskih in 1700 diatoničnih inštrumentov, 350 ojačevalcev, 2700 zvočnikov ter 10000 orglic. Melodija je izdelovala klavirske harmonike tudi za tovarno Hohner, pod blagovno znamko Hohner Planinka in diatonične harmonike za nemški trg, pod blagovno znamko Oberhorner ter za avstrijski trg, pod blagovno znamko Tirolerland.
Prelomno leto za podjetje Melodija je bilo leto 1991. Tega leta se je Slovenija na plebiscitu odločila, da se odcepi od nekdanje države SFRJ in postane samostojna država. Ta odločitev slovenskega ljudstva je vplivala na mnogo podjetij, med njimi tudi na Melodijo. Tržne razmere so se v trenutku spremenile. Večino inštrumentov, predvsem klavirskih harmonik in kitar so prodali v republike bivše SFRJ, diatonična harmonika, katero so prodajali predvsem na slovenskem trgu pa ni mogla pokriti izgub trga iz republik bivše Jugoslavije. V težkih razmerah je podjetje delovalo še nekaj let, nakar je leta 1995 sledil stečaj.
Tako je leta 1995 prišla Melodija kot blagovna znamka v privatno last. Kupil jo je gospod Ciril Burgar, ki je bil takrat zaposlen v Melodiji. Podjetje CMT d.o.o. je obstajalo do leta 1995 ob nakupu Melodije pa se je preimenovalo v CMT Melodija d.o.o., kasneje  pa v Melodija glasbila d.o.o.. Sedež je ostal v Mengšu. Sedaj se ukvarjajo izključno z izdelavo inštrumentov. Izdelujejo klavirske in diatonične harmonike ter kitare.